# Hognoides
Hognoides là một chi nhện trong họ Lycosidae.